# Triết học tinh thần

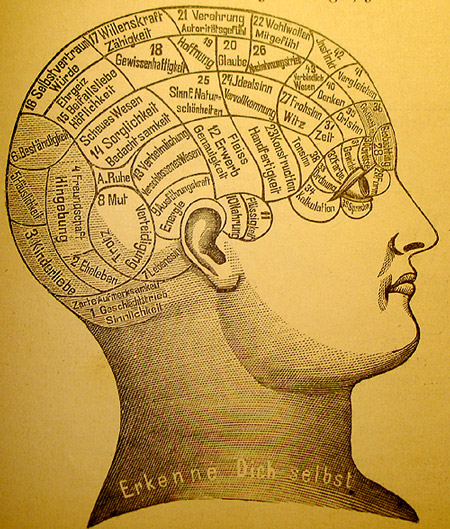
Một bản đồ não tướng học về bộ não người có từ năm 1894. Não tướng học là một trong những nỗ lực đầu tiên liên hệ những chức năng tinh thần với những phần cụ thể của bộ não.

Triết học tinh thần là một chuyên ngành trong triết học nghiên cứu bản chất của tâm trí (tinh thần), các hiện tượng, chức năng và đặc tính của tinh thần, năng lực ý thức và mối quan hệ giữa chúng với cơ thể, đặc biệt là với bộ não. Vấn đề tâm–vật có nghĩa là mối liên hệ giữa tinh thần (tâm) và thể xác (vật), thường được xem là đề tài trung tâm trong triết học tinh thần, mặc dù còn có nhiều vấn đề khác liên quan đến bản chất của tinh thần mà không có mối liên hệ với thể xác.
Nhị nguyên luận và nhất nguyên luận là hai trường phái tư tưởng chính nỗ lực giải quyết vấn đề tâm-vật. Trong trường phái nhị nguyên luận có thể kể đến triết học của Platon, Aristoteles và các trường phái Sankhya và Yoga của triết học Hindu, nhưng nó được trình bày một cách có hệ thống lần đầu tiên bởi triết gia Descartes vào thế kỷ 17. Trong số những người theo nhị nguyên luận, các triết gia theo trường phái thực thể (Substance Dualist) cho rằng tinh thần là một thực thể tồn tại độc lập, trong khi những người theo trường phái đặc tính (hay thuộc tính) (Property Dualist) xem tinh thần là một nhóm những đặc tính nảy sinh từ bộ não và không thể quy giản về chính bộ não nhưng cũng không phải là một thực thể riêng biệt.
Lập trường của nhất nguyên luận cho rằng tinh thần và thể xác không phải là những dạng thực thể khác nhau về mặt bản thể. Quan điểm này xuất hiện lần đầu tiên trong triết học phương Tây là từ Parmenides ở thế kỷ 5 TCN và sau đó được nhà triết học duy lý Baruch Spinoza cổ vũ. Những nhà duy vật lý lập luận rằng chỉ những thực thể được thừa nhận bởi lý thuyết vật lý là tồn tại, và tinh thần cuối cùng sẽ có thể được giải thích theo những thực thể đó một khi lý thuyết vật lý tiếp tục phát triển. Những nhà duy tâm thì tin rằng tinh thần là tất cả những gì tồn tại và rằng thế giới bên ngoài hoặc là mang tính tinh thần, hoặc là một ảo giác được tạo bởi tinh thần. Phái nhất nguyên luận trung tính cho rằng có một dạng thực thể trung tính mà cả vật chất và tinh thần đều là các đặc tính của dạng thực thể còn chưa được biết này. Những phái nhất nguyên phổ biến nhất trong thế kỉ 20 và đầu thế kỉ 21 là những biến thể khác nhau của chủ nghĩa duy vật lý, các lập trường này bao gồm chủ nghĩa hành vi, thuyết đồng nhất loại, nhất nguyên luận dị thường, thuyết chức năng.
Hầu hết các nhà triết học tinh thần hiện đại chấp nhận lập trường duy vật lý quy giản hoặc phi quy giản, duy trì theo những cách thức khác nhau quan điểm cho rằng tinh thần không phải là thứ gì đó tách rời khỏi thể xác. Những cách tiếp cận này đặc biệt có ảnh hưởng trong khoa học, nhất là sinh học xã hội, khoa học máy tính, tâm lý học tiến hóa và các loại khoa học thần kinh khác nhau, mặc dù có một số triết gia giữ lập trường phi duy vật lý phê phán ý niệm cho rằng tinh thần là một cấu trúc thuần túy vật chất. Các nhà duy vật lý quy giản khẳng định rằng tất cả các trạng thái và đặc tính tinh thần cuối cùng sẽ được giải thích bằng các mô tả khoa học về các quá trình và trạng thái sinh lý. Các nhà duy vật lý phi quy giản lập luận rằng mặc dù tâm linh hoàn toàn chứa đựng trong bộ não, những kết đề và từ vựng sử dụng trong các mô tả và diễn giải tinh thần là không thể thiếu, và không thể bị quy giản hóa thành ngôn ngữ và các diễn giải mức thấp hơn của khoa học vật chất. Những tiến bộ không ngừng trong khoa học thần kinh từ nửa sau thế kỉ 20 tới nay đã giúp làm sáng tỏ một vài vấn đề. Tuy nhiên, còn rất lâu mới giải quyết được chúng, và các triết gia tinh thần hiện đại tiếp tục đặt câu hỏi về việc các phẩm chất chủ quan và tính dự định của các trạng thái và đặc tính tinh thần có thể được giải thích theo các thuật ngữ tự nhiên học như thế nào.

## Vấn đề tâm-vật
Vấn đề tâm-vật liên quan tới cách diễn giải mối quan hệ tồn tại giữa tinh thần, hay các quá trình tinh thần, với các trạng thái hay quá trình thuộc về thể xác. Mục đích chính của các nhà triết học hoạt động trong lĩnh vực này là xác định bản chất của tinh thần và các trạng thái/quá trình tinh thần, và có hay không - và như thế nào - tinh thần bị ảnh hưởng và ảnh hưởng tới thể xác.
Các trải nghiệm cảm quan của chúng ta phụ thuộc vào các kích thích từ thế giới bên ngoài đến tới các giác quan khác nhau của chúng ta, và những kích thích này gây ra những thay đổi trong trạng thái tinh thần, cuối cùng khiến chúng ta có một cảm giác, có thể là dễ chịu hoặc không dễ chịu. Ước muốn của ai đó về một miếng pizza, chẳng hạn, có khuynh hướng khiến người đó di chuyển thể xác bằng một cách cụ thể theo một hướng cụ thể để lấy được cái mà anh ta/cô ta muốn. Do đó câu hỏi là làm thế nào mà những trải nghiệm ý thức có thể nảy sinh từ một đám vật chất xám vốn không có gì đặc biệt ngoài những thuộc tính điện hóa.
Một vấn đề liên quan là làm sao để một thái độ có tính mệnh đề (ví dụ như niềm tin và ham muốn) khiến cho các nơron của một cá nhân hoạt động và các cơ bắp co lại. Những điều này hợp thành một trong những vấn đề nan giải đã từng thách thức các nhà nhận thức luận và triết học tinh thần ít nhất từ thời của René Descartes.

## Các giải pháp nhị nguyên cho vấn đề tâm-vật
Nhị nguyên luận trong triết học tinh thần là một tập hợp những quan điểm về mối liên hệ giữa tinh thần với vật chất (hay thể xác). Nó bắt đầu với khẳng định rằng các hiện tượng tinh thần, ở một vài khía cạnh nào đó, là phi vật chất. Một trong những hình thức sớm nhất của nhị nguyên tâm-vật được thể hiện trong các trường phái triết học Ấn Độ như Sankhya và Yoga từ khoảng 650 TCN, chúng chia thế giới thành purusha (tinh thần) và prakriti (vật chất). Đặc biệt, những bài kinh (sutra) của Raja Yoga thể hiện cách tiếp cận có tính phân tích đối với bản chất của tinh thần.
Trong triết học phương Tây, những thảo luận sớm nhất về tư tưởng nhị nguyên là trong các bài viết của Platon và Aristoteles. Chúng khẳng định, nhưng với những lập luận khác nhau, rằng "trí tuệ" (một năng lực của tinh thần hay tâm linh) của con người không thể được xác định với, hay giải thích theo, thể xác của họ (trong thời Hy Lạp, cơ quan đó là trái tim). Tuy nhiên, phiên bản được biết đến nhiều nhất của nhị nguyên luận thuộc về René Descartes (1641), cho rằng tinh thần là một thực thể không giãn nở, phi vật chất, một "thực thể tinh thần" (res cogitans). Descartes là người đầu tiên xác định rõ tinh thần với ý thức và nhận thức, tách biệt điều này khỏi bộ não, nơi chứa đựng trí tuệ. Do đó ông là người đầu tiên thiết lập một cách hệ thống vấn đề tâm-vật theo dạng mà nó vẫn tồn tại tới ngày nay.

### Các lập luận của nhị nguyên luận
Lập luận được sử dụng thường xuyên nhất của nhị nguyên luận là dễ thấy bằng trực giác thông thường rằng những kinh nghiệm nhận thức khác với vật chất vô sinh. Nếu được hỏi tinh thần là gì, người ta thông thường trả lời bằng các đồng nhất nó với cái tôi của riêng họ, cá tính của họ, linh hồn của họ, hoặc một thứ gì đó đại loại như vậy. Họ gần như chắc chắn phủ nhận rằng tinh thần đơn giản chính là bộ não, hoặc trái lại, thấy ý tưởng cho rằng chỉ một thực thể bản thể học thôi là quá cơ giới, hay đơn giản là không thể hiểu được. Nhiều nhà triết học tinh thần hiện đại nghĩ rằng những trực giác này là lừa mị và rằng chúng ta nên sử dụng những năng lực phê phán của chúng ta, thông qua những bằng chứng thực nghiệm từ khoa học, để kiểm tra những giả thuyết này để xác định liệu có bất cứ cơ sở thực tiễn nào cho chúng.
Một lập luận quan trọng khác là các đặc tính tinh thần và vật chất dường như là hoàn toàn khác biệt, và dường như không thể hòa hợp. Các sự kiện tinh thần có một phẩm chất chủ quan, trong khi các sự kiện vật chất thì không. Vì thế, chẳng hạn người ta có thể hỏi có nghĩa về cảm giác một ngón tay bị bỏng như thế nào, hay một bầu trời xanh trông thế nào, hay một bản nhạc hay như thế nào. Nhưng là câu hỏi vô nghĩa, hay ít nhất là kỳ cục, khi hỏi sự dâng lên trong ống glutamate ở phần nối với tủy sống của thùy hải mã (hippocampus) trên não thấy thế nào.
Các nhà triết học tinh thần gọi khía cạnh chủ quan của các sự kiện tinh thần là "qualia" (tức cảm thụ tính), hay "cảm giác thô"(còn gọi là cảm chất). Đó là cái gì đó giống như cảm giác đau đớn, hay
giống như nhìn thấy một sắc thái xanh quen thuộc v.v. Có những cảm thụ tính tham dự vào những sự kiện tinh thần dường như đặc biệt khó để quy giản về bất cứ thứ gì có tính vật chất.
Nếu ý thức (tinh thần) có thể tồn tại độc lập với hiện thực vật chất (bộ não), người ta phải giải thích các ký ức thể chất được tạo ra liên quan tới nhận thức như thế nào. Nhị nguyên luận do đó phải giải thích làm thế nào ý thức ảnh hưởng tới hiện thực vật chất. Một cách giải thích khả dĩ cho rằng đó là một phép màu, được đề xuất bởi Arnold Geulincx và Nicolas Malebranche, nghĩa là mọi tương tác tinh thần-thể xác đòi hỏi sự can thiệp trực tiếp của Thượng đế. Một lập trường tương tự của Albert Einstein cho rằng sự lĩnh hội tinh thần về những ấn tượng tri giác là một phép màu. Một cách giải thích khác được C. S. Lewis đưa ra là "Luận cứ từ lập luận" (argument from reason): nếu theo nhất nguyên luận ngụ ý, mọi suy nghĩ của chúng ta là hệ quả từ các căn nguyên thể xác, thì chúng ta không có lý do gì để giả định rằng chúng cũng là hệ quả từ một nền tảng có lập luận. Trong khi đó, tri thức được hiểu rõ bằng cách lập luận từ nền tảng cho đến hệ quả. Do đó, nếu nhất nguyên luận là đúng, không có cách nào để biết điều này—hay bất kì điều gì khác—chúng ta thậm chí không thể giả định nó, ngoại trừ nhờ một may mắn.
Một lập luận khác, luận cứ thây ma sống (zombie argument) dựa trên một thí nghiệm tưởng tượng của Todd Moody, và phát triển bởi David Chalmers trong cuốn The Conscious Mind. Ý tưởng nền tảng là người ta có thể hình dung thể xác của một người, và do đó nhận thức sự tồn tại của cơ thể người này, không cần bất kì trạng thái ý thức nào được gắn với thể xác này. Lập luận của Chalmers là, dường như hợp lý để cho sinh vật như thế tồn tại vì tất cả những thứ cần thiết là tất cả và chỉ những thứ mà các khoa học vật lý mô tả về thây ma sống đó phải đúng về nó. Do không khái niệm nào trong các khoa học này dẫn chiếu tới ý thức hay những hiện tượng tinh thần khác, và bất kì thực thể vật chất nào có thể bằng định nghĩa được mô tả một cách khoa học thông qua vật lý, sự chuyển dời từ tính có thể hình dung được tới tính khả dĩ không phải là một bước chuyển lớn. Những người khác như Dennett lập luận rằng ý niệm về một thây ma sống như thế là một quan niệm thiếu chặt chẽ, hoặc không thể. Có thể lập luận theo chủ nghĩa duy vật lý là người ta phải tin rằng hoặc ai đó bao gồm cả chính họ có thể là một thây ma sống, hoặc rằng không ai có thể là một thây ma sống - kéo theo từ sự khẳng định rằng sự nhận thức của riêng một ai về việc là (hay không là) một thây ma sống là sản phẩm của thế giới vật chất và do đó không có gì khác với người khác cả. Lập luận này được diễn đạt bởi Dennett, người cho rằng "Các thây ma sống nghĩ rằng chúng có nhận thức; nghĩ rằng chúng có cảm thụ tính; nghĩ rằng chúng chịu đau đớn - chúng đơn giản là 'sai' (theo truyền thống đáng thương này), theo những cách mà chúng hay chúng ta không bao giờ có thể khám phá!".

### Nhị nguyên luận tương tác

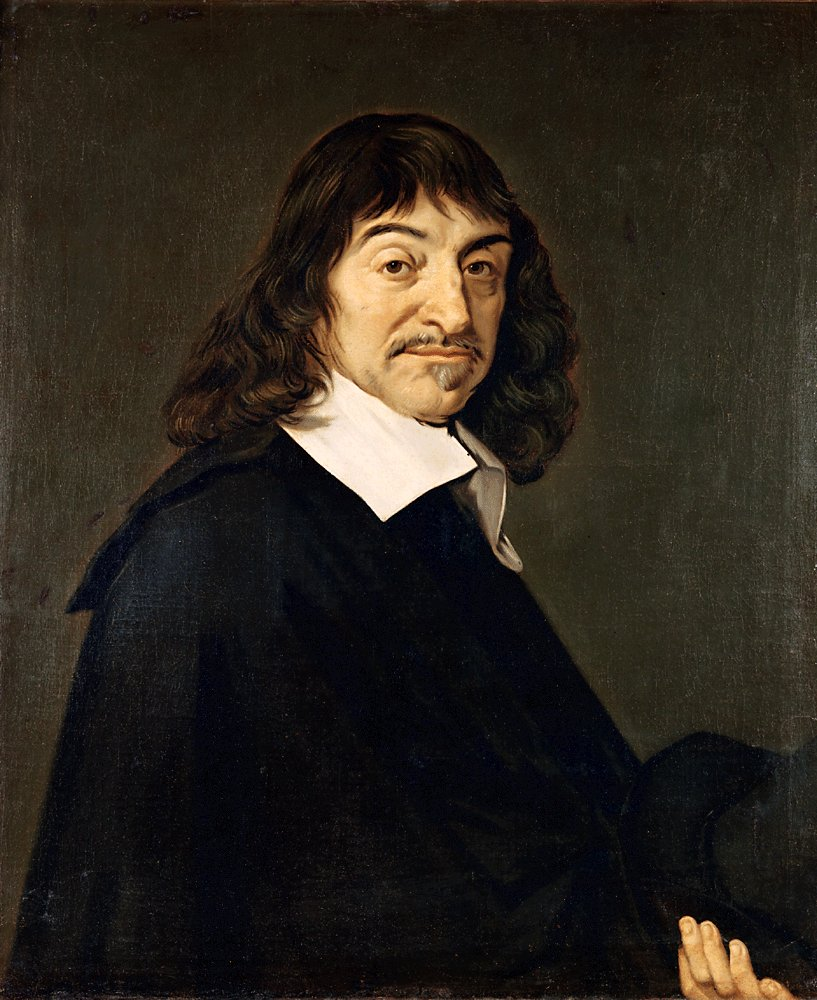
Chân dung René Descartes bởi Frans Hals (1648)

Nhị nguyên luận tương tác (interactionist dualism), nói tắt là tương tác luận (interactionism), là một dạng đặc biệt của nhị nguyên luận đề xướng bởi Descartes trong cuốn Meditations ("Trầm tư"). Ở thế kỉ 20, những người bảo vệ chính của nó là Karl Popper và John Carew Eccles. Đây là quan điểm cho rằng các trạng thái tinh thần, như niềm tin và ham muốn, tương tác nhân quả với các trạng thái vật chất.
Lập luận nổi tiếng của Descartes cho lập trường này có thể tóm tắt như sau: Seth có một ý tưởng rõ ràng và riêng biệt về tinh thần anh ta như một thứ biết suy nghĩ không có sự giãn nở không gian nào (có nghĩa là, không thể đo được theo các đại lượng như chiều dài, chiều cao, cân nặng...). Anh ấy cũng có một ý tưởng rõ ràng và riêng biệt về thể xác anh ta như một thứ giãn nở không gian, đối tượng của những phép đo và không thể suy nghĩ. Suy ra tinh thần và thể xác không đồng nhất bởi chúng có những thuộc tính căn bản khác nhau.
Tuy nhiên, rõ ràng là cùng lúc đó các trạng thái tinh thần của Seth (ham muốn, niềm tin, vân vân) có những tác động nhân quả lên thể xác anh ta và ngược lại: một đứa trẻ sờ vào một lò nóng (sự kiện thể xác) có thể gây ra đau đớn (sự kiện tinh thần) và khiến nó hét lên (sự kiện thể xác), điều này đến lượt mình gây nên cảm giác sợ hãi và sự quan tâm ở người trông trẻ (sự kiện tinh thần), và vân vân.
Lập luận của Descartes phụ thuộc căn bản vào tiền đề rằng những gì mà Seth tin rằng đó là những ý tưởng "rõ ràng và riêng biệt" trong tinh thần anh ấy nhất thiết đúng. Nhiều triết gia đương đại nghi ngờ điều này. Chẳng hạn, Joseph Agassi đề xuất rằng một vài khám phá khoa học thực hiện từ đầu thế kỉ 20 đã xói mòn ý tưởng về sự truy cập đặc quyền vào tư tưởng của chính mình. Freud cho rằng một người quan sát được huấn luyện về tâm lý học có thể hiểu các động lực vô thức của một người nào đó hơn chính bản thân anh ta. Duhem thì cho thấy rằng một triết gia khoa học có thể biết các phương pháp khám phá của một cá nhân tốt hơn chính cá nhân đó làm, trong khi Malinowski chứng minh rằng một nhà nhân loại học có thể biết về các phong tục và thói quen của một người tốt hơn chính người đó. Ông cũng khẳng định rằng các thí nghiệm tâm lý học hiện đại khiến con người nhìn thấy những thứ không có ở đó (ảo giác) cung cấp cơ sở cho việc từ chối lập luận của Descartes.

### Các dạng nhị nguyên luận khác

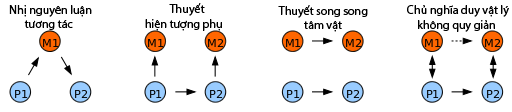
Bốn biến thể của nhị nguyên luận: nhị nguyên luận tương tác, thuyết hiện tượng phụ, thuyết song song tâm vật, và chủ nghĩa duy vật lý không quy giản. Các mũi tên chỉ ra hướng tương tác nhân quả. Thuyết ngẫu nhiên không được chỉ trong hình.

#### Thuyết song song tâm vật
Thuyết song song tâm vật (Psychophysical parallelism), nói tắt là thuyết song song, là quan điểm cho rằng tinh thần và thể xác, trong khi có những trạng thái bản thể riêng biệt, không ảnh hưởng nhân quả lên nhau. Thay vì thế, chúng vận hành theo những con đường song song (các sự kiện tinh thần tương tác nhân quả với các sự kiện tinh thần và các sự kiện não bộ tương tác nhân quả với các sự kiện não bộ) và chỉ có vẻ như ảnh hưởng tới nhau. Quan điểm này được bảo vệ nhiệt liệt bởi Gottfried Leibniz. Mặc dù Leibniz là một nhà nhất nguyên luận bản thể tin rằng chỉ có một loại thực thể, là đơn tử (monad), tồn tại trong vũ trụ, và rằng mọi thứ có thể quy giản về nó, tuy nhiên ông khẳng định rằng có sự khác biệt quan trọng giữa "tinh thần" và "vật chất" theo nghĩa nhân quả. Ông tin rằng Thượng đế đã sắp xếp mọi sự vật từ trước để cho cái tâm linh và cái thể xác hài hòa với nhau. Điều này được biết đến như tín điều về hài hòa tiền định.

#### Thuyết ngẫu nhiên
Thuyết ngẫu nhiên (occasionalism) là quan điểm khởi xướng bởi Nicholas Malebranche, khẳng định rằng tất cả các mối quan hệ được cho là nhân quả giữa các hiện tượng vật lý với nhau, hay giữa các hiện tượng vật lý với các hiện tượng tinh thần, thực ra không hề có tính nhân quả chút nào. Trong khi thể xác và tinh thần là những thực thể khác nhau, các nguyên nhân (bất kể tinh thần hay thể xác) liên hệ với những hệ quả của nó bởi hành động can thiệp của Thượng đế trong mỗi thời điểm cụ thể.

#### Nhị nguyên luận đặc tính
Nhị nguyên luận đặc tính (property dualism) là quan điểm rằng thế giới cấu tạo từ chỉ một loại thực thể - là loại vật chất - và tồn tại hai loại thuộc tính khác biệt: những đặc tính vật chất và những đặc tính tinh thần. Nói cách khác, đó là quan điểm cho rằng các đặc tính tinh thần, phi vật chất (như niềm tin, cảm xúc) vốn có trong một số đối tượng vật chất (ít nhất là não). Các đặc tính tinh thần và vật chất liên hệ nhân quả với nhau như thế nào phụ thuộc vào từng biến thể của nhị nguyên luận đặc tính, và không luôn luôn là một vấn đề rõ ràng. Các nhánh nhỏ thuộc nhị nguyên luận đặc tính bao gồm:
1. Thuyết đột sinh mạnh (strong emergentism) khẳng định rằng khi vật chất được tổ chức theo những cách thức thích hợp (chẳng hạn theo cách mà những cơ thể sống của con người được tổ chức), các đặc tính tinh thần đột sinh theo một cách không thể giải thích bằng các quy luật vật lý. Do đó, đây là một dạng của chủ nghĩa duy vật đột sinh.[9] Những đặc tính đột sinh này có một trạng thái bản thể độc lập và không thể quy giản về, hay giải thích theo, nền tảng vật chất mà từ đó nó xuất hiện. Chúng phụ thuộc vào các đặc tính vật chất mà từ đó chúng sinh ra, nhưng các quan điểm lại bất đồng ở điểm liên quan tới tính cố kết của quan hệ nhân quả trên-dưới, nghĩa là tính ảnh hưởng nhân quả của các đặc tính này. Một dạng nhị nguyên luận đặc tính được David Chalmers cổ vũ và quan niệm này, vốn được hình thành từ thế kỷ 19 bởi William James, đã trải qua những đổi mới nhất định trong những năm gần đây.[41]
2. Thuyết hiện tượng phụ (epiphenomenalism) là một học thuyết lần đầu tiên được Thomas Henry Huxley[42] phát biểu. Nó hàm chứa quan điểm rằng các hiện tượng tinh thần là bất lực về mặt nhân quả, theo đó một hay nhiều trạng thái tinh thần không có bất kì ảnh hưởng nào lên các trạng thái vật chất. Các sự kiện vật chất có thể gây ra những sự kiện vật chất khác cũng như gây ra các sự kiện tinh thần, nhưng các sự kiện tinh thần không thể gây ra bất cứ sự kiện gì, bởi vì chúng chỉ là những phụ phẩm trơ về mặt nhân quả (nghĩa là hiện tượng phụ - epiphenomena) của thế giới vật chất.[38] Quan điểm này được bảo vệ mạnh mẽ nhất trong thời gian gần đây bởi Frank Jackson.[43]
3. Chủ nghĩa duy vật lý phi quy giản (non-reductive physicalism) là quan điểm cho rằng các đặc tính tinh thần tạo nên một lớp bản thể tách biệt đối với các đặc tính vật chất: các trạng thái tinh thần (như cảm thụ tính) không thể quy giản về các trạng thái thể xác. Quan điểm bản thể đối với cảm thụ tính trong trường hợp chủ nghĩa duy vật lý phi quy giản không hàm ý rằng cảm thụ tính là trơ về mặt nhân quả; đây là điểm phân biệt nó với thuyết hiện tượng phụ.
4. Toàn tâm luận (panpsychism) là quan điểm cho rằng tất cả vật chất đều có khía cạnh tinh thần, hay nói cách khác, tất cả các đối tượng đều có một trung tâm kinh nghiệm hay quan điểm thống nhất. Bề ngoài, nó dường như là một dạng của nhị nguyên luận đặc tính, vì nó coi mọi thứ có cả những đặc tính tinh thần và vật chất. Tuy nhiên, một số nhà toàn tâm luận nói rằng hành vi cơ học sinh ra từ tính tinh thần nguyên thủy của nguyên tử và phân tử—cũng như tính tinh thần phức tạp và hành vi hữu cơ, sự khác biệt được gán cho sự hiện diện hay sự thiếu vắng của cấu trúc phức hợp trong một đối tượng phức hợp. Chừng nào mà sự quy giản các đặc tính phi tinh thần thành những đặc tính tinh thần còn có chỗ thì toàn tâm luận không phải là một dạng (mạnh) của nhị nguyên luận đặc tính; còn khác đi thì nó chính là như vậy.

#### Lý thuyết khía cạnh kép
Lý thuyết khía cạnh kép là quan điểm cho rằng tinh thần và vật chất là hai khía cạnh, hay phương diện, về cùng một thực thể (do đó nó có một lập trường pha trộn, nó là nhất nguyên ở một vài khía cạnh khác). Mối quan hệ giữa lý thuyết này với nhất nguyên luận trung tính khó xác định, nhưng có người cho rằng sự khác biệt là trong khi nhất nguyên luận trung tính cho phép bối cảnh của một nhóm gồm những yếu tố trung tính cho trước xác định nhóm là thuộc về tinh thần, vật chất hay cả hai, hoặc không cái nào, thì lý thuyết khía cạnh kép đòi hỏi tính tinh thần và tính vật chất là không thể chia tách và cái này không thể quy giản về cái kia (dù khác biệt).

## Giải pháp nhất nguyên cho vấn đề tâm-vật
Trái với nhị nguyên luận, nhất nguyên luận không chấp nhận bất cứ sự phân chia ở mức cơ bản nào. Bản chất không phân chia của hiện thực là trung tâm của các hình thái triết học phương Đông từ hai thiên niên kỉ nay. Trong triết học Ấn Độ và Trung Quốc, nhất nguyên luận là không thể thiếu đối với việc kinh nghiệm được nhận thức ra sao. Ngày nay, những dạng phổ biến nhất của nhất nguyên luận trong triết học phương Tây là chủ nghĩa duy vật lý (physicalism). Các nhà duy vật lý khẳng định rằng thực thể tồn tại duy nhất là vật chất (physical), theo nghĩa được xác định bởi trình độ khoa học tiên tiến nhất có thể. Tuy nhiên, có sự đa dạng trong cách phát biểu chủ nghĩa duy vật lý (xem dưới đây). Bên cạnh đó, còn một dạng khác của nhất nguyên luận là chủ nghĩa duy tâm, cho rằng thực thể duy nhất tồn tại là tinh thần. Mặc dù chủ nghĩa duy tâm thuần túy, như của George Berkeley, ít phổ biến trong triết học phương Tây hiện đại, một biến thể tinh tế của nó gọi là toàn tâm luận, theo đó các kinh nghiệm và đặc tính tinh thần có thể là nền tảng của các kinh nghiệm và đặc tính vật chất, được đề xướng bởi một số triết gia như Alfred North Whitehead và David Ray Griffin.
Hiện tượng luận là lý thuyết cho rằng sự biểu đạt (hay những dữ liệu tri giác) của các đối tượng bên ngoài là tất cả những gì tồn tại. Quan điểm như thế đã được chấp nhận bởi Bertrand Russell và nhiều nhà thực chứng logic trong một thời gian ngắn đầu thế kỉ 20. Khả năng thứ ba là chấp nhận sự tồn tại của một thực thể cơ bản chẳng phải vật chất lẫn tinh thần, do đó tinh thần và vật chất đều là những đặc tính của thực thể trung tính này. Lập trường như vậy đã được chấp nhận bởi Baruch Spinoza và được phổ biến bởi Ernst Mach trong thế kỉ 19. Thuyết này gọi là nhất nguyên luận trung tính, tương tự với nhị nguyên luận thuộc tính.

### Các dạng nhất nguyên luận duy vật lý

#### Chủ nghĩa hành vi
Chủ nghĩa hành vi (behaviourism) từng thống trị triết học tinh thần phần lớn thế kỉ 20, đặc biệt là trong nửa đầu thế kỉ. Trong tâm lý học, chủ nghĩa hành vi phát triển như một phản ứng đối với thuyết nội quan. Các tường thuật nội quan về đời sống nội tâm con người không phải là chủ đề cho những kiểm tra chính xác và không thể sử dụng để lập nên một sự khái quát hóa dự liệu. Không có sự khái quát hóa và tính khả dĩ kiểm tra của bên thứ ba, tâm lý học không thể mang tính khoa học. Do đó, lối thoát là phải loại bỏ hoàn toàn ý tưởng về một đời sống nội tâm (và theo đó là một tinh thần độc lập về bản thể) và thay vào đó tập trung vào mô tả các hành vi quan sát được.
Song hành với những phát triển này trong tâm lý học, chủ nghĩa hành vi triết học (đôi khi gọi là chủ nghĩa hành vi logic) được hình thành. Điều này được đặc trưng bởi một lý thuyết kiểm chứng (verificationism) mạnh, thứ thường xem các mệnh đề không kiểm chứng được về đời sống nội tâm là vô nghĩa. Đối với những người theo chủ nghĩa hành vi, các trạng thái tinh thần không phải là những trạng thái bên trong mà người ta có thể đưa ra các tường thuật nội quan. Đó chỉ là những mô tả về hành vi hay ý định (disposition) hoạt động theo những cách nhất định, thực hiện bởi bên thứ ba để giải thích và phán đoán hành vi người khác.
Chủ nghĩa hành vi triết học đã đánh mất sự phổ biến kể từ những thập niên cuối của thế kỉ 20, với sự lớn mạnh của thuyết nhận thức (cognitivism). Những người theo thuyết này phủ nhận thuyết hành vi do một số vấn đề nhận thức, chẳng hạn, chủ nghĩa hành vi được cho là phản trực giác khi tin là ai đó đang nói về hành vi trong sự kiện một người đang bị nhức đầu.

#### Thuyết đồng nhất
Chủ nghĩa duy vật lý loại (hoặc lý thuyết loại-đồng nhất) được phát triển bởi John Smart và Ullin Place như sự phản ứng trực tiếp đối với sự thất bại của chủ nghĩa hành vi. Các triết gia này lập luận rằng, nếu các trạng thái tinh thần là thứ gì đó thuộc về vật chất, mà không phải hành vi, thì các trạng thái tinh thần chắc hẳn phải đồng nhất đối với các trạng thái bên trong bộ não. Nói một cách đơn giản hóa: một trạng thái tinh thần M không là gì hơn ngoài một trạng thái bộ não B. Trạng thái tinh thần "thèm một cốc cà phê" không là gì hơn "sự đốt cháy những nơron nhất định trong những vùng não nhất định".

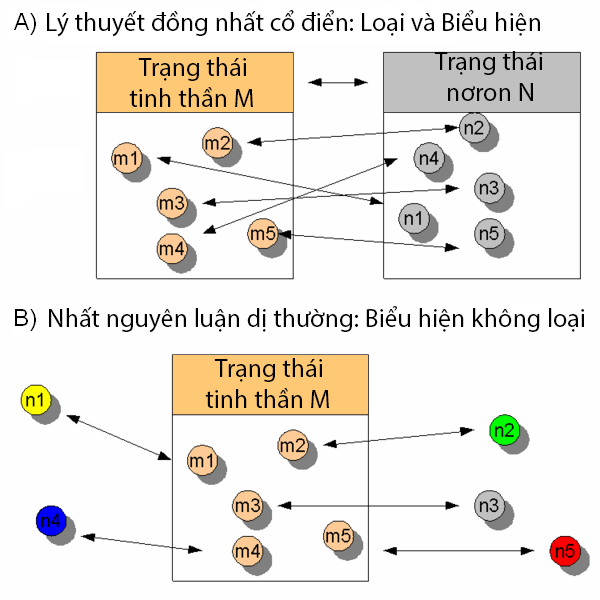
Lý thuyết đồng nhất cổ điển (identity theory) và Nhất nguyên luận dị thường (anomalous monism) đối lập nhau. Đối với lý thuyết đồng nhất, mỗi minh họa biểu hiện của một loại tinh thần đơn lẻ tương ứng (được chỉ bằng những mũi tên) với một dấu hiệu thể xác của một loại thể xác đơn lẻ. Với nhất nguyên luận dị thường, tương ứng biểu hiện-biểu hiện có thể rơi ra ngoài sự tương ứng loại-loại. Kết quả là sự đồng nhất biểu hiện.

Mặc dù những lập luận ban đầu tỏ ra hữu lý, lý thuyết đồng nhất vấp phải một thách thức nghiêm trọng dưới dạng lập luận về tính 'khả thi phức' (multiple realizability), được thiết lập đầu tiên bởi Hilary Putnam. Rõ ràng là không chỉ con người, mà nhiều loại động vật khác có thể, chẳng hạn, chịu đựng đau đớn. Tuy nhiên, dường như không chắc lắm rằng tất cả những sinh vật đa dạng này với cùng trải nghiệm đau đớn ở trong cùng một trạng thái bộ não đồng nhất. Và nếu như vậy, thì nỗi đau không thể đồng nhất với một trạng thái bộ não riêng biện. Lý thuyết đồng nhất do đó là vô căn cứ về mặt thực nghiệm.
Mặt khác, ngay cả khi điều trên đây được thừa nhận, không có nghĩa vì thế mà tất cả các lý thuyết đồng nhất dưới mọi dạng bị loại trừ. Theo những lý thuyết đồng nhất biểu hiện (token identity theory), sự kiện rằng một trạng thái bộ não nhất định nào đó liên hệ với chỉ một trạng thái tinh thần của một người không có nghĩa là có một tương quan tuyệt đối giữa các loại trạng thái tinh thần và các loại của trạng thái bộ não. Sự khác biệt loại-biểu hiện có thể được minh họa bằng một ví dụ đơn giản: từ "green" chứa bốn loại ký tự (g, r, e, n) với hai biểu hiện (sự xuất hiện) của ký tự e cùng với một biểu hiện của mỗi ký tự còn lại.
Ý tưởng của tính đồng nhất biểu hiện là chỉ có những sự xuất hiện cụ thể của những sự kiện tinh thần là đồng nhất với những sự xuất hiện cụ thể của các sự kiện vật chất. Nhất nguyên luận dị thường (xem dưới đây) và hầu hết các chủ nghĩa duy vật lý phi quy giản là các lý thuyết đồng nhất-biểu hiện. Bất chấp những vấn đề này, ngày nay đang có một sự quan tâm được làm mới lại đối với thuyết đồng nhất loại, chủ yếu do ảnh hưởng của Jaegwon Kim.

#### Thuyết chức năng
Thuyết chức năng được đề xướng bởi Hilary Putnam và Jerry Fodor như một sự phản ứng đối với các khiếm khuyết của lý thuyết đồng nhất. Putnam và Fodor xem xét các trạng thái tinh thần theo quan niệm của lý thuyết tính toán tinh thần thực nghiệm. Cùng thời điểm hoặc sau đó một chút, D.M. Armstrong và David Kellogg Lewis thiết lập một phiên bản của thuyết chức năng phân tích các khái niệm tinh thần của tâm lý học công chúng theo các vai trò chức năng. Một phái khác, thuyết chức năng tâm lý (psychofunctionalism) thường được nhắc đến với Jerry Fodor và Zenon Pylyshyn. Cuối cùng, ý tưởng của Wittgenstein về ý nghĩa như cách sử dụng dẫn tới một phiên bản của thuyết hành vi gọi là lý thuyết về ý nghĩa, được phát triển thêm bởi Wilfrid Sellars và Gilbert Harman.
Thứ mà tất cả các thuyết trên chia sẻ là luận đề rằng các trạng thái tinh thần được đặc trưng bởi các mối quan hệ nhân quả với các trạng thái tinh thần khác và với tri giác đầu vào cùng hành vi đầu ra. Có nghĩa là, thuyết hành vi trừu tượng hóa những chi tiết của sự bổ sung vật chất với một trạng thái tinh thần bằng cách mô tả nó theo các thuộc tính chức năng phi tinh thần. Ví dụ, một quả thận được mô tả một cách khoa học bởi vai trò có tính chức năng của nó trong việc lọc máu và duy trì một số cân bằng hóa học nhất định. Theo quan điểm này, vấn đề không phải là liệu quả thận được làm từ những thành phần hữu cơ, ống nano hay các chíp silic: chính vai trò nó có và những mối liên hệ của nó với những cơ quan khác định nghĩa nên một quả thận.

#### Chủ nghĩa duy vật lý phi quy giản
Các triết gia theo thuyết phi quy giản khẳng định hai xác tín liên quan đến mối quan hệ tinh thần-thể xác: 1) Chủ nghĩa duy vật lý là đúng và các trạng thái tinh thần phải là các trạng thái vật chất, nhưng 2) Tất cả những mệnh đề quy giản là không thuyết phục: các trạng thái tinh thần không thể quy giản về hành vi, chức năng hay trạng thái bộ não. Do đó, cần thiết có một chủ nghĩa duy vật lý phi quy giản. Thuyết nhất nguyên luận dị thường của triết gia Donald Davidson là một nỗ lực thiết lập một thứ chủ nghĩa duy vật lý như vậy.
Davidson sử dụng luận đề về tính đột hiện (supervenience): các trạng thái tinh thần xuất hiện đột ngột trong các trạng thái vật chất, nhưng không thể quy giản về chúng. "Sự đột hiện" do đó mô tả một sự phụ thuộc chức năng: không có sự thay đổi nào trong tinh thần mà lại không có sự thay đổi nào đó trong tính có thể quy giản nhân quả-vật chất giữa tinh thần và vật chất không có tính có thể quy giản bản thể.
Bởi các thuyết duy vật lý phi quy giản nỗ lực để vừa giữ lại sự khác biệt bản thể giữa tinh thần và thể xác vừa cố giải quyết vấn đề tương tác giữa chúng; những người chỉ trích thường xem đây là một mâu thuẫn và chỉ ra tính tương tự của nó đối với thuyết hiện tượng phụ, theo khía cạnh chính bộ não được xem là gốc rễ không "gây ra" tinh thần, và tinh thần dường như bị làm cho trơ với ngoại vật.
Thuyết hiện tượng phụ xem một hay nhiều trạng thái tinh thần như phụ phẩm của các trạng thái bộ não vật chất, và không có ảnh hưởng gì lên các trạng thái vật chất. Tương tác là một chiều (giải quyết vấn đề tương tác), nhưng nó bỏ lại các trạng thái tinh thần không thể quy giản (như một phụ phẩm của các trạng thái bộ não) - vừa không thể quy giản theo bản thể lẫn nhân quả về các trạng thái vật chất. Sự đau nhức đối với một người theo thuyết này được xem như gây nên bởi trạng thái bộ não nhưng không có ảnh hưởng nào lên các trạng thái bộ não khác, mặc dù nó có thể ảnh hưởng tới các trạng thái tinh thần khác (chẳng hạn gây ra đau đớn).

#### Thuyết đột sinh yếu
Thuyết đột sinh yếu là một dạng của chủ nghĩa duy vật lý phi quy giản bao gồm trong một quan điểm phân tầng về tự nhiên, với các tầng được sắp xếp theo độ phức tạp tăng dần và mỗi tầng ứng với một ngành khoa học riêng của nó. Một số triết gia khẳng định rằng các thuộc tính đột sinh tương tác nhân quả với các mức cơ bản hơn, trong khi những người khác tin rằng các thuộc tính bậc cao hơn đơn giản đột hiện từ các mức thấp hơn không cần tương tác nhân quả trực tiếp nào. Nhóm sau được xếp vào một quan niệm ít nghiêm ngặt hơn, hay "yếu" hơn, của thuyết đột sinh, có thể được phát biểu như sau: một thuộc tính (property) P của một đối tượng (object) phức O là đột sinh nếu như một đối tượng khác không thể, theo nghĩa siêu hình học, thiếu thuộc tính P nếu nó cấu tạo từ những phần có tính chất nội tại giống hệt với O và các phần này có cấu hình đồng nhất.
Đôi khi những người theo thuyết đột sinh sử dụng ví dụ về nước có một thuộc tính mới khi Hydro H và Oxy O kến hợp tạo nên H2O (nước). Trong ví dụ này đột sinh một thuộc tính mới của một chất lỏng trong suốt không thể tiên đoán được bằng việc hiểu hydro và oxy như chất khí. Điều này tương tự với các thuộc tính vật chất của bộ não đem lại một trạng thái tinh thần. Thuyết đột sinh cố giải quyết khoảng cách hiển nhiên giữa tinh thần và thể xác theo cách này. Một vấn đề đối với nó là ý tưởng về "tính đóng nhân quả" trong một thế giới không cho phép tính nhân quả từ tinh thần tới thể xác.

#### Chủ nghĩa duy vật tiêu trừ
Nếu một người theo phái duy vật và tin rằng tất cả các khía cạnh của tâm lý con người sẽ tìm thấy sự quy giản về một nền khoa học thần kinh nhận thức (cognitive-neuroscience) tiến bộ, và rằng chủ nghĩa duy vật phi qui giản là sai lầm, thì người đó giữa một lập trường dứt khoát, cấp tiến hơn: chủ nghĩa duy vật tiêu trừ.
Có một số biến thể khác nhau của chủ nghĩa duy vật tiêu trừ, nhưng tất cả đều khẳng định rằng tâm lý học công chúng thông thường đã xuyên tạc bản chất một số khía cạnh của nhận thức. Những nhà tiêu trừ luận như vợ chồng triết gia Patricia và Paul Churchland lập luận rằng trong khi tâm lý học công chúng coi nhận thức cơ bản là "giống câu nói" (sentence-like), mô hình vector/ma trận phi ngôn ngữ của lý thuyết mạng thần kinh hay thuyết kết nối (connectionism) sẽ chứng tỏ là một mô tả chính xác hơn về cách bộ não hoạt động.
Nhà Churchland cũng thường dẫn chứng số phận của những lý thuyết và bản thể luận sai lầm phổ biến khác từng nổi lên trong lịch sử. Chẳng hạn, thiên văn học của Ptolemaeus phục vụ cho việc giải thích và tiên đoán đại khái chuyển động của các hành tinh trong hàng thế kỉ, nhưng cuối cùng mô hình này bị tiêu trừ bởi mô hình Copernicus. Họ tin rằng một số phận tiêu trừ như vậy chờ đợi mô hình "bộ xử lý câu" (sentence-cruncher) của tinh thần trong đó suy nghĩ và hành vi là kết quả của việc vận hành các trạng thái tương tự như câu gọi là "thái độ mệnh đề" (propositional attitudes).

### Những thuyết nhất nguyên phi duy vật lý

#### Chủ nghĩa duy tâm
Chủ nghĩa duy tâm là dạng nhất nguyên luận xem thế giới chỉ bao gồm tinh thần, các nội dung tinh thần hay ý thức.
Các nhà duy tâm không đối diện với việc giải thích cách để tinh thần sinh ra từ thể xác: theo họ, thế giới, thể xác và vật thể đều xem như những vẻ ngoài thuần túy nắm giữ bởi tinh thần. Tuy nhiên, giải quyết vấn đề tâm-vật không phải động lực chính đối với những nhà duy tâm; thay vào đó, những nhà duy tâm có khuynh hướng được thúc đẩy bởi chủ nghĩa hoài nghi hoặc mối quan tâm tới tôn giáo. Chủ nghĩa duy tâm nổi bật trong tư tưởng triết học và tôn giáo phương Đông, trong khi nó lần lượt trải qua những sự thắng thế rồi quên lãng luân phiên trong lịch sử triết học phương Tây. 
Những biến thể của chủ nghĩa duy tâm khác nhau trong quan niệm tin rằng có thể có:
- Nhiều tinh thần (chủ nghĩa duy tâm đa nguyên)
- Chỉ một tinh thần con người (thuyết duy ngã)
- Hay chỉ một Thể Tuyệt Đối (Vô Cực), Linh Hồn Vũ Trụ (Anima Mundi / Khí), Thượng đế / Chúa (One) hay Linh Hồn Tối cao (Oversoul)

#### Nhất nguyên luận trung tính
Nhất nguyên luận trung tính trong triết học là quan điểm siêu hình rằng tinh thần và vật chất là hai cách để tổ chức hay để mô tả cùng những nguyên tố, mà bản thân chúng "trung tính", nghĩa là không tinh thần mà cũng chẳng vật chất. Quan điểm này phủ nhận rằng tinh thần và vật chất là hai dạng khác nhau một cách cơ bản. Thay vì thế, nhất nguyên luận tuyên bố rằng vũ trụ chứa chỉ một loại chất liệu, dưới dạng các nguyên tố trung tính. Các nguyên tố này phải có những thuộc tính như màu sắc và hình dạng, hệt như chúng ta trải nghiệm những thuộc tính này. Nhưng những yếu tố có màu sắc và hình dạng không tồn tại trong tinh thần (được xem như một thực thể cốt yếu, có tính nhị nguyên hoặc duy vật lý); chúng tồn tại tự thân.

## Phê phán ngôn ngữ về vấn đề tâm-vật
Mỗi nỗ lực trả lời vấn đề tâm-vật đều gặp phải những vấn đề cơ bản. Một số triết gia cho rằng điều này là do có sự mơ hồ khái niệm cơ bản. Các triết gia này, như Ludwig Wittgenstein và những người tiếp nối ông trong truyền thống phê phán ngôn ngữ, vì thế loại bỏ vấn đề này vì cho rằng nó là phi thực tế. Họ lập luận rằng người ta đã sai lầm khi hỏi làm thế nào các trạng thái sinh học và tinh thần gắn với nhau. Thay vì vậy, đơn giản nên chấp nhận rằng kinh nghiệm con người có thể được mô tả theo những cách khác nhau, chẳng hạn theo một từ vựng tinh thần và một từ vựng sinh học. Những vấn đề phi thực tế nảy sinh nếu người ta cố gắng mô tả cái này theo từ vựng của cái kia hay nếu từ vựng tinh thần được áp dụng vào các ngữ cảnh sai. Chẳng hạn, đây là trường hợp của việc người ta tìm kiếm các trạng thái tinh thần của bộ não. Bộ não đơn giản là ngữ cảnh sai để sử dụng từ vựng tinh thần—sự tìm kiếm các trạng thái tinh thần của bộ não do đó là một sai lầm phạm trù hoặc một loại nhầm lẫn trong lập luận.
Ngày nay, lập trường như vậy thường được tiếp thu bởi những người diễn giải Wittgenstein như Peter Hacker. Tuy nhiên, Hilary Putnam, người lập nên thuyết chức năng, cũng đã chấp nhận lập trường cho rằng vấn đề tâm-vật là một vấn đề phi thực tế và cần được giải trừ theo cách thức của Wittgenstein.

## Thuyết nội tại và thuyết ngoại tại
Tinh thần cư trú ở đâu? Nếu tinh thần là một loại hiện tượng vật chất nào đó, nó phải tồn tại ở một nơi nào đó. Có hai lựa chọn khả dĩ: hoặc tâm trí nằm trong thể xác (thuyết nội tại) hoặc tâm trí nằm bên ngoài thể xác (thuyết ngoại tại). Phổ quát hơn, hoặc tâm trí chỉ phụ thuộc vào các sự kiện và đặc tính xảy ra bên trong thể xác chủ thể, hoặc nó cũng phụ thuộc vào các yếu tố bên ngoài thể xác này.
Những người đề xướng thuyết nội tại gắn với quan điểm rằng các hoạt động thần kinh là đủ để sản sinh ra tinh thần. Những người theo thuyết ngoại tại lại cho rằng thế giới bên ngoài cấu thành nên tinh thần theo một nghĩa nào đó.
Thuyết ngoại tại phân tách thành một số nhánh. Các nhánh chính là các thuyết như ngoại tại ngữ nghĩa, ngoại tại nhận thức và ngoại tại hiện tượng. Mỗi nhánh này lại có thể phân chia tiếp theo việc chúng có liên hệ chỉ với nội dung hay phương tiện của tinh thần.
Thuyết ngoại tại ngữ nghĩa (semantic externalism) cho rằng nội dung ngữ nghĩa của tinh thần được xác định hoàn toàn hay một phần bởi trạng thái của những sự việc bên ngoài thể xác chủ thể. Tư tưởng thế giới song sinh của Hilary Putnam là một ví dụ.
Thuyết ngoại tại nhận thức (cognitive externalism) là một tập hợp rộng rãi những quan điểm đề xuất về vai trò của môi trường, các công cụ, sự phát triển, và của thể xác trong sự kích thích nhận thức. Nhận thức biểu hiện, trí tuệ mở rộng, và thuyết biểu hiện là những tư tưởng tiêu biểu của nhánh này.
Trong khi đó, thuyết ngoại tại hiện tượng đề xuất rằng các khía cạnh hiện tượng của tinh thần nằm bên ngoài thể xác. Các tác giả ủng hộ khả năng này bao gồm Ted Honderich, Edwin Holt, Francois Tonneau, Kevin O'Regan, Riccardo Manzotti, Teed Rockwell.

## Tự nhiên luận và các vấn đề của nó
Luận đề chính của chủ nghĩa duy vật lý là tinh thần là một phần của thế giới vật chất (hay vật lý). Lập trường như vậy phải đối diện với vấn đề là tinh thần có những thuộc tính nhất định mà không một sự vật vật chất nào khác có được. Do đó chủ nghĩa duy vật lý phải giải thích làm thế nào mà các thuộc tính này lại xuất hiện từ những sự vật vật chất được. Công cuộc cung cấp một cách giải thích như vậy thường được gọi với tên "tự nhiên hóa tinh thần", hay "tự nhiên luận về tinh thần". Trong số các vấn đề chủ chốt mà công cuộc này nỗ lực giải quyết bao gồm sự tồn tại của cảm thụ tính và bản chất của tính chủ định.

### Cảm thụ tính
Nhiều trạng thái tinh thần dường như được các cá nhân khác nhau trải qua theo cách chủ quan bằng những cách thức khác nhau. Và một trạng thái tinh thần được đặc trưng bởi "phẩm chất" có tính kinh nghiệm nào đó, chẳng hạn như nỗi đau, nó gây đau đớn. Tuy nhiên, cảm giác đau giữa hai cá nhân có thể không đồng nhất, bởi vì không ai có cách hoàn hảo nào để đo liệu một điều gây đau đớn bao nhiêu hay mô tả chính xác nó gây đau đớn như thế nào. Các nhà khoa học và triết gia do đó đặt câu hỏi những kinh nghiệm này đến từ đâu. Sự tồn tại những sự kiện bộ não không thể giải thích tại sao chúng đi kèm với những kinh nghiệm định tính tương ứng này. Câu đố về việc tại sao nhiều quá trình trong não xảy ra với khía cạnh có tính kinh nghiệm kèm theo trong nhận thức dường như không thể giải thích.
Tuy nhiên đối với nhiều người thì khoa học cuối cùng sẽ giải thích được những kinh nghiệm như thế. Điều này dẫn ra từ một giả thiết về khả năng của những cách giải thích quy giản. Theo quan điểm này, nếu một nỗ lực có thể thành công trong việc giải thích một hiện tượng quy giản (ví dụ, nước), thì có thể giải thích được tại sao mọi thuộc tính của nó (ví dụ như tính lỏng, tính trong suốt). Trong trường hợp các trạng thái tinh thần, điều này có nghĩa là cần một sự giải thích tại sao chúng có thuộc tính là được trải nghiệm theo một cách nào đó.
Triết gia Đức ở thế kỉ 20 Martin Heidegger phê phán những giả thiết bản thể làm nền tảng cho một mô hình quy giản như vậy, và tuyên bố rằng không thể hiểu được kinh nghiệm theo những lối này. Đó là bởi vì, theo Heidegger, bản chất của kinh nghiệm chủ quan và các "phẩm chất" là không thể hiểu theo khái niệm các "thực thể" của truyền thống triết học từ Descartes - thứ chứa đựng những "thuộc tính". Một cách khác để diễn đạt điều này là chính quan niệm về kinh nghiệm định tính là không chặt chẽ theo - hoặc là không so sánh được về ngữ nghĩa với - các thực thể chứa đựng các thuộc tính.
Vấn đề giải thích khía cạnh nội quan ngôi thứ nhất của các trạng thái tinh thần và ý thức nói chung theo khoa học thần kinh có tính định lượng ngôi thứ ba được gọi là khoảng cách diễn giải (explanatory gap). Có một số quan điểm khác nhau về khoảng cách này giữa các nhà triết học tinh thần hiện đại. David Chalmers và Frank Jackson diễn tả khoảng cách này về bản chất có tính bản thể; có nghĩa là, họ khẳng định rằng các cảm thụ tính không bao giờ có thể giải thích bằng khoa học bởi vì chủ nghĩa duy vật lý là sai lầm. Tồn tại hai phạm trù riêng biệt và cái này không thể quy giản về cái kia. Một quan điểm khác đưa ra bởi những nhà triết học như Thomas Nagel và Colin McGinn. Theo họ, khoảng cách về bản chất có tính nhận thức. Đối với Nagel, khoa học chưa thể giải thích các kinh nghiệm chủ quan bởi vì nó chưa đạt tới trình độ hay loại tri thức cần thiết. Chúng ta thậm chí còn chưa thể phát biểu vấn đề một cách chặt chẽ. Còn đối với McGinn, vấn đề này là một trong những giới hạn sinh học thường trực và cố hữu. Chúng ta không thể giải quyết khoảng cách diễn giải bởi vì lãnh địa của các kinh nghiệm chủ quan bị đóng về mặt nhận thức đối với chúng ta theo cùng cách mà cơ học lượng tử đóng lại đối với những con voi. Các triết gia khác lấp đầy khoảng cách này thuần túy bằng việc xem đó là một vấn đề ngữ nghĩa. Vấn đề ngữ nghĩa, dẫn tới "Câu hỏi cảm thụ tính" nổi tiếng, đó là: Liệu Đỏ gây ra Màu Đỏ (Does Red cause Redness)?

### Tính chủ định

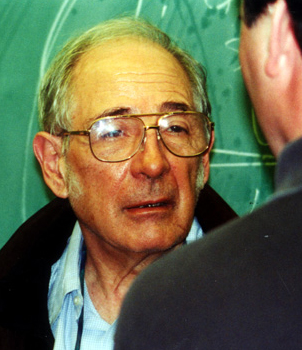
John Searle—một trong những triết gia tinh thần ảnh hưởng nhất hiện nay, người đề xướng tự nhiên luận sinh học (Berkeley 2002)

Tính chủ định là khả năng của các trạng thái tinh thần được định hướng hoặc liên hệ với thứ gì đó ở thế giới bên ngoài. Thuộc tính này của các trạng thái tinh thần đòi hỏi rằng chúng có các nội dung và các thứ ám chỉ ngữ nghĩa, và do đó có thể được gán cho các giá trị chân lý. Khi người ta cố gắng quy giản những trạng thái về các quá trình tự nhiên ở đó nảy sinh một vấn đề: các quá trình tự nhiên không đúng hay sai, chúng đơn giản xảy ra. Sẽ là vô nghĩa để nói rằng một quá trình tự nhiên là đúng hay sai. Nhưng các ý tưởng hoặc phán đoán tinh thần là đúng hoặc sai, vì thế các trạng thái tinh thần (ý tưởng hoặc phán đoán) có thể là các quá trình tự nhiên? Khả năng gán giá trị ngữ nghĩa cho các ý tưởng phải có nghĩa rằng những ý tưởng như thế phải về những sự kiện nào đó. Do đó, chẳng hạn, ý tưởng rằng Herodotus là một sử gia liên hệ tới Herodotus và tới sự kiện rằng ông ấy là một sử gia. Nếu sự kiện là đúng, thì ý tưởng là đúng; nếu không, thì ý tưởng sai. Tuy nhiên mối quan hệ này đến từ đâu? Trong bộ não, chỉ có các quá trình điện hóa và chúng dường như chẳng có gì liên quan tới Herodotus.

## Triết học tinh thần và khoa học
Con người là những sinh vật hữu hình và, như thế, họ là chủ thể cho việc kiểm tra và mô tả bởi các khoa học tự nhiên. Bởi vì các quá trình tinh thần liên hệ chặt chẽ với các quá trình thể xác, những sự mô tả mà các khoa học tự nhiên cung cấp về loài người đóng một vai trò quan trọng trong triết học tinh thần. Có nhiều lĩnh vực khoa học mà quá trình nghiên cứu liên quan tới tinh thần. Danh sách những ngành khoa học như vậy bao gồm: sinh học, khoa học máy tính, khoa học nhận thức, điều khiển học, ngôn ngữ học, y học, dược lý học và tâm lý học.

### Sinh học thần kinh
Nền tảng lý thuyết của sinh học, trong khuôn khổ khoa học tự nhiên hiện đại nói chung, về căn bản có tính duy vật. Mục đích của việc nghiên cứu trước hết là các quá trình thể xác, vốn được xem là nền tảng của các hoạt động và hành vi tinh thần. Thành công ngày càng tăng lên của sinh học trong việc giải thích các hiện tượng tinh thần có thể được thấy bởi sự vắng bóng của bất cứ sự bác bỏ thực nghiệm nào đối với giả định nền tảng của nó: "không thể có sự thay đổi trong các trạng thái tinh thần một người mà thiếu sự thay đổi trong bộ não".
Trong lĩnh vực sinh học thần kinh, có nhiều ngành gắn với những mối liên hệ giữa các trạng thái và quá trình tinh thần và thể xác: sinh lý học thần kinh giác quan nghiên cứu mối liên hệ giữa các quá trình nhận thức và kích thích. Khoa học nhận thức nghiên cứu tương quan giữa các quá trình tinh thần với các quá trình thần kinh. Tâm lý học thần kinh mô tả sự phụ thuộc của các năng lực tinh thần trong các vùng não bộ chuyên biệt. Cuối cùng, sinh học tiến hóa nghiên cứu nguồn gốc và sự phát triển của hệ thống não người và, vì đây là cơ sở của tinh thần, cũng mô tả sự phát triển phát sinh cá thể và phát sinh chủng loài của các hiện tượng tinh thần bắt đầu từ những trạng thái nguyên thủy nhất của chúng. Hơn nữa sinh học tiến hóa áp đặt những ràng buộc chặt chẽ lên bất kì học thuyết triết học tinh thần nào, do cơ chế dựa vào gen của chọn lọc tự nhiên không cho phép bất kì sự nhảy vọt khổng lồ nào trong sự phát triển của tính phức tạp thần kinh hay phần mềm thần kinh mà chỉ cho phép những bước biến đổi trong thời gian dài.

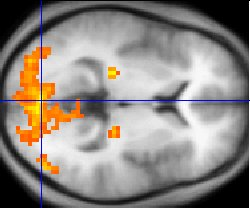
Từ những năm 1980, các quy trình chụp ảnh não, chẳng hạn như fMRI (hình trên) đã cung cấp những kiến thức mới về hoạt động của não người, rọi ánh sáng vào các vấn đề triết học xưa cũ.

### Khoa học máy tính
Khoa học máy tính liên quan tới việc xử lý tự động thông tin (hoặc ít nhất với các hệ thống biểu tượng mà thông tin được gán cho) thông qua những thiết bị như máy tính. Từ khởi đầu, các lập trình viên máy tính có thể phát triển các chương trình cho phép máy tính thực hiện những nhiệm vụ mà các tổ chức hữu cơ (sinh vật) cần một tinh thần. Một ví dụ đơn giản là phép nhân. Nhưng rõ rằng là máy tính không sử dụng một tinh thần nào để nhân cả. Liệu một ngày nào đó chúng có thể có thứ mà chúng ta gọi là một tinh thần? Câu hỏi này đã được đẩy tới tiền tuyến của các nhiều cuộc tranh luận triết học bởi những nghiên cứu trong lĩnh vực trí tuệ nhân tạo (AI).
Trong lĩnh vực AI, người ta thường phân biệt một chương trình nghiên cứu khiêm tốn và một chương trình tham vọng hơn: sự phân biệt này được đề xướng bởi John Searle thành AI yếu và AI mạnh. Mục tiêu độc nhất của "AI yếu", theo Searle, là sự mô phỏng thành công các trạng thái tinh thần, mà không có nỗ lực biến máy tính trở nên có ý thức hay nhận thức, v.v.. Trái lại, mục tiêu của AI mạnh là một máy tính với nhận thức tương tự như của con người. Người ta có thể truy nguyên nguồn gốc của AI mạnh tới một trong những nhà tiên phong trong lĩnh vực điện toán là Alan Turing. Với câu trả lời cho câu hỏi "Máy tính có thể suy nghĩ không?", ông đã thiết lập phép thử Turing nổi tiếng. Turing tin rằng một máy tính có thể được cho là suy nghĩ khi, nếu được đặt trong một phòng kế bên một phòng khác chứa một con người và với cùng các câu hỏi như nhau đưa ra cho con người và máy tính bởi một người thứ ba ở bên ngoài, các câu trả lời của máy tính trở nên không thể phân biệt với những câu trả lời của con người. Chủ yếu, quan điểm của Turing về trí tuệ máy móc tuân theo mô hình thuyết hành vi của tinh thần - trí tuệ là cái mà trí tuệ làm. Phép thử Turing nhận nhiều chỉ trích, một trong số đó là thí nghiệm suy nghĩ "Phòng Trung Hoa" của Searle.
Câu hỏi về tính có thể cảm nhận (cảm thụ tính) của máy tính hay robot vẫn còn đó. Một số nhà khoa học máy tính tin rằng nét đặc biệt của AI vẫn có thể tạo ra những đóng góp mới cho giải pháp của vấn đề tâm-vật. Họ đề xuất rằng dựa trên ảnh hưởng tương hỗ giữa phần cứng và phần mềm xảy ra trong mọi máy tính, có thể một ngày nào đó các lý thuyết có thể được khám phá để giúp chúng ta hiểu được ảnh hưởng tương hỗ giữa tinh thần con người và bộ não.

### Tâm lý học
Tâm lý học là khoa học nghiên cứu trực tiếp các trạng thái tinh thần. Nó thường sử dụng các phương pháp thực nghiệm để khảo sát các trạng thái tinh thần cụ thể như niềm vui, nỗi sợ hay sự ám ảnh. Tâm lý học nghiên cứu các quy luật liên kết các trạng thái tinh thần này với nhau hoặc với đầu vào và đầu ra của các cơ quan cơ thể người.
Một ví dụ cho điều này là tâm lý học nhận thức. Các nhà khoa học trong lĩnh vực này đã khám phá những nguyên lý chung về nhận thức hình thái. Một quy luật của tâm lý học hình thái nói rằng các đối tượng di chuyển theo cùng hướng được nhận thức là liên hệ với nhau. Quy luật này mô tả mối quan hệ giữa đầu vào thị giác với các trạng thái nhận thức tinh thần. Tuy nhiên, nó không đề xuất điều gì về bản chất các trạng thái tinh thần. Các quy luật được khám phá bởi tâm lý học tương thích với tất cả các câu trả lời đối với vấn đề tâm-vật đã được mô tả.

### Khoa học nhận thức
Khoa học nhận thức là những nghiên cứu khoa học liên ngành về tinh thần và các quá trình tinh thần. Nó xem xét ý thức là gì, ý thức làm gì, và nó hoạt động ra sao. Nó bao gồm những nghiên cứu về trí tuệ và hành vi, đặc biệt tập trung vào việc làm thế nào thông tin được biểu diễn, xử lý và biến đổi (trong những năng lực như nhận thức, ngôn ngữ, trí nhớ, lập luận và cảm xúc) bên trong hệ thống não (người hay động vật khác) và trong máy móc (ví dụ máy tính). Khoa học nhận thức kết hợp nhiều lĩnh vực nghiên cứu, bao gồm tâm lý học, trí thông minh nhân tạo, triết học, khoa học thần kinh, ngôn ngữ học, nhân học, xã hội học, và giáo dục. Nó cũng kết nối nhiều mức độ phân tích, từ mức thấp như việc học tập và cơ chế ra quyết định tới mức cao như logic và lập kế hoạch; từ mạch thần kinh tới tổ chức vùng não.

## Triết học tinh thần trong truyền thống lục địa
Hầu hết thảo luận trong bài viết này đã tập trung vào một loại hay một truyền thống triết học được xem là chủ lưu trong văn hóa phương Tây hiện đại, thường được gọi là triết học phân tích (có lúc được gọi là triết học Anh-Mĩ). Nhiều trường phái tư tưởng khác cũng tồn tại, chúng đôi khi được gộp vào một tên gọi chung là triết học lục địa. Trong bất kì trường hợp nào, mặc dù các chủ đề và phương pháp là rất nhiều, trong mối liên hệ với triết học tinh thần các trường phái khác nhau (hiện tượng học, chủ nghĩa hiện sinh...) được gắn tên gọi này nhìn chung có thể phân biệt với trường phái phân tích bởi việc chúng tập trung ít hơn chỉ vào phân tích ngôn ngữ và logic riêng lẻ mà còn quan tâm tới những hình thức khác của việc tìm hiểu kinh nghiệm và sự hiện hữu của con người. Trong phạm vi thảo luận về tinh thần, điều này được diễn dịch thành những nỗ lực nắm bắt những quan niệm về suy nghĩ và kinh nghiệm nhận thức theo nghĩa không chỉ bao hàm sự phân tích về hình thức từ ngữ.
Chẳng hạn, trong Hiện tượng học tinh thần, Hegel thảo luận ba dạng khác nhau của tinh thần: 'tinh thần chủ quan', tức tinh thần của một cá nhân; 'tinh thần khách quan', tinh thần của xã hội và nhà nước; và 'tinh thần tuyệt đối', một thể thống nhất của mọi quan niệm.
Hay trong "Tiểu luận về mối quan hệ giữa thể xác và tinh thần" của cuốn Vật chất và Trí nhớ năm 1896, Henri Bergson đưa ra một cách sinh động sự khác biệt bản thể của tinh thần và thể xác bằng sự quy giản vấn đề đó về một vấn đề xác định hơn của trí nhớ, do đó cho phép một giải pháp xây dựng trên phương thức kiểm tra thực nghiệm của chứng mất ngôn ngữ (aphasia).
Trong thời hiện đại, hai trường phái chính được phát triển để đáp lại hoặc đối lập lại truyền thống Hegel là hiện tượng học và chủ nghĩa hiện sinh. Hiện tượng học, được khai phá bởi Edmund Husserl, tập trung vào những nội dung của tinh thần con người và cách những quá trình mang tính hiện tượng học hình thành lên kinh nghiệm của chúng ta. Chủ nghĩa hiện sinh, một trường phái tư tưởng khác thành lập dựa trên công trình của Søren Kierkegaard, dựa trên nội dung của kinh nghiệm và cách tinh thần giải quyết những kinh nghiệm như vậy.

## Triết học tinh thần trong Phật giáo
| “ | Này Tỷ-kheo, Ông có thể nói: "Thế nào là các hành và các hành này là của ai?", hay này Tỷ-kheo, Ông có thể nói: "Các hành là khác và người có các hành này là khác", hai câu hỏi này là một, chỉ có văn sai khác. Này Tỷ-kheo, chỗ nào có (tà) kiến: "Sinh mạng và thân thể là một", chỗ ấy không có Phạm hạnh trú. Này Tỷ-kheo, chỗ nào có (tà) kiến: "Sinh mạng và thân thể là khác", chỗ ấy không có Phạm hạnh trú. Này Tỷ-kheo, từ bỏ hai cực đoan này, Như Lai thuyết pháp theo trung đạo và nói: "Do duyên vô minh nên có các hành". (Kinh Do Duyên Vô Minh, Tương Ưng Bộ Kinh) | ” |

Các truyền thống phương Đông như Phật giáo không chủ trương mô hình nhị nguyên tinh thần-thể xác nhưng khẳng định rằng tinh thần và thể xác là những thực thể riêng biệt. Phật giáo đặc biệt không có khái niệm về linh hồn (ātman). Một số bộ phái Phật giáo khẳng định rằng có một mức rất tinh tế của tinh thần lìa khỏi thể xác vào thời điểm chết đi và nhập vào một sự sống mới. Theo luận sư Pháp Xứng (Dharmakirti), định nghĩa về tinh thần bao gồm sự trống rỗng (không) và nhận thức (thức). Tinh thần là trống rỗng bởi vì nó luôn thiếu hình thể và bởi vì nó sở hữu năng lực thực sự để nhận thức sự vật. Tinh thần là nhận thức bởi chức năng của nó là hiểu biết hay nhận thức sự vật. Trong định nghĩa này, 'không' liên hệ với bản chất tinh thần và 'thức' với chức năng của tinh thần. Pháp sư Khắc Châu Kiệt (Khedrupje) cho rằng tư tưởng, nhận thức, tinh thần và ý thức chỉ là những từ đồng nghĩa. Bản thân Đức Phật giải thích rằng mặc dù thiếu hình thể, tuy nhiên tinh thần có thể liên hệ với hình thể. Do đó, tinh thần chúng ta liên hệ với thể xác chúng ta và nó được 'định vị' ở những vị trí khác nhau trong khắp cơ thể. Điều này có thể được hiểu trong ngữ cảnh ý thức ngũ quan và ý thức tinh thần được sinh ra. Phật giáo nhắc đến nhiều dạng khác nhau của tinh thần - ý thức tri giác, ý thức tinh thần, tinh thần thô, tinh thần tinh tế, và tinh thần rất tinh tế - và chúng đều là vô hình thể (không hình dáng, màu sắc, âm thanh, mùi, vị hay thuộc tính xúc giác), đồng thời chúng đều vận hành để nhận thức hay hiểu biết. Không thể có cái gọi là tinh thần mà lại thiếu đối tượng được nhận biết bởi tinh thần đó. Mặc dù không loại tinh thần nào có hình thể, nhưng chúng có thể liên hệ với hình thể.

## Các chủ đề liên quan tới triết học tinh thần
Có vô số chủ đề bị ảnh hưởng bởi các ý tưởng phát triển trong triết học tinh thần. Những ví dụ rõ ràng nhất có thể kể tới là bản chất của cái chết và những đặc điểm xác định nó, bản chất của cảm xúc, của tri giác và ký ức. Những câu hỏi về việc một người là gì và cá tính của anh ta/cô ta bao gồm những gì cũng liên hệ nhiều tới ngành triết học này. Tuy nhiên, có hai chủ đề mà, trong mối liên hệ với triết học tinh thần, gây lên một sự chú ý đặc biệt: ý chí tự do và cái tôi.

### Ý chí tự do
Trong khuôn khổ của triết học tinh thần, vấn đề ý chí đảm nhiệm một tầm mức được làm mới lại. Điều này ít nhất cũng là chắc chắn trong trường hợp tất định luận duy vật. Theo quan điểm này, các quy luật tự nhiên hoàn toàn xác định sự vận hành của thế giới vật chất. Các trạng thái tinh thần, bao gồm cả ý chí, chỉ là các trạng thái vật chất, điều này nghĩa là tất cả các quyết định và hành vi của con người được hoàn toàn xác định bởi các quy luật tự nhiên. Một vài người đẩy lập luận này xa hơn: người ta không thể tự quyết định cái gì họ muốn và cái gì họ làm. Hậu quả là, họ hoàn toàn không tự do.
Lập luận này bị bác bỏ, theo một cách, bởi thuyết tương thích. Những người ủng hộ thuyết này cho rằng câu hỏi "Chúng ta có tự do không?" chỉ có thể được trả lời một khi chúng ta đã xác định thuật ngữ "tự do" hàm chứa điều gì. Sự đối lập với "tự do" không phải là "bị sai khiến" mà là "bị cưỡng bách" hoặc "bị ép buộc". Sẽ không phù hợp nếu đồng nhất tự do với sự vô định. Một hành động tự do là một hành động ở đó tác nhân có thể hành động theo cách khác nếu nó được chọn theo cách khác. Theo nghĩa này một cá nhân là tự do ngay cả khi tất định luận đúng. Người theo thuyết tương thích quan trọng nhất trong lịch sử triết học là David Hume. Gần đây hơn, lập trường này vẫn được bảo vệ bởi một số nhân vật, chẳng hạn Daniel Dennett.
Theo một cách khác, có những người theo thuyết bất tương thích bác bỏ lập luận của tất định luận bởi họ tin rằng ý chí là tự do theo một nghĩa mạnh hơn gọi là chủ nghĩa tự do. Các triết gia này khẳng định rằng sự vận hành của thế giới hoặc là a) không hoàn toàn xác định bởi các quy luật tự nhiên, nơi quy luật tự nhiên bị chặn lại bởi các cơ quan độc lập về thể xác, b) được xác định chỉ bởi quy luật tự nhiên bất định, hoặc c) được xác định bởi các quy luật tự nhiên bất định đi đôi với nỗ lực chủ quan của cơ quan thể xác không quy giản được. Theo chủ nghĩa tự do, ý chí không phải là tất định và do đó nó có khả năng tự do. Những người chỉ trích về luận điểm thứ hai (b) lên án những người theo thuyết bất tương thích về việc dùng một quan niệm không chặt chẽ. Họ lập luận như sau: nếu ý chí của chúng ta không được xác định bởi bất cứ thứ gì, thì chúng ta ham muốn điều ta ham muốn bằng cơ may thuần túy. Và nếu điều chúng ta mong muốn là thuần túy ngẫu nhiên, thì chúng ta không tự do. Vì thế nếu ý chí của chúng ta không được xác định bởi bất cứ điều gì, chúng ta không tự do.

### Cái tôi
Triết học về tinh thần cũng có những hệ quả quan trọng đối với quan niệm về cái tôi. Nếu đưa ý kiến về "cái tôi" hay "Tôi" mà người ta liên hệ với một hạt nhân cốt yếu, không thể thay đổi của "cá nhân", hầu hết các nhà triết học tinh thần hiện đại sẽ khẳng định rằng không có thứ gì như thế tồn tại. Ý tưởng về một cái tôi như một hạt nhân cốt yếu bất biến xuất phát từ ý tưởng về một linh hồn phi vật chất. Một ý tưởng như vậy là không thể chấp nhận với hầu hết các triết thuyết đương đại, do định hướng duy vật lý của chúng, và do sự chấp nhận rộng rãi giữa các trường phái về chủ nghĩa hoài nghi về quan niệm "cái tôi" bởi David Hume, người không bao giờ có thể nắm bắt được bản thân ông làm, nghĩ hay cảm thấy bất cứ điều gì. Tuy nhiên, dưới ánh sáng của các kết quả thực nghiệm từ tâm lý học phát triển, sinh học phát triển, tư tưởng về một hạt nhân cốt yếu nhưng có tính vật chất và không phải bất biến - một hệ thống đại diện tích hợp được phân bố trên sự thay đổi những mô hình các kết nối thần kinh—dường như là hợp lí. Quan điểm xem cái tôi như một ảo giác được chấp nhận bởi một số triết gia, chẳng hạn Daniel Dennett.